# Lista över svenska datortidningar
Här listas datortidningar på svenska.

## Datortidningar

### Svenska datortidningar
- Computer Sweden
- Datormagazin
- Macworld
- M3
- PC för alla
- PC-tidningen

### Finskspråkiga datortidningar
- Mikrobitti

### Nerlagda svenska datortidningar
- Modern datateknik (1965-1975)
- Datornytt (1977-1991)
- PET-nyheterna (1980-1985)
- VIC-rapport (1982-1985)
- Allt om hemdatorer (1983-1985)
- Datorhobby (1983-1984)
- Joystick (1983-1987)
- Min hemdator (1983-1984)
- Persondatorn (1984)
- Commodore rapport (1986)
- Svenska Hemdatornytt (1986-1994)
- Oberoende computer Commodore magasin (1987-1989)
- Soft (1987-1988)
- Atari världen (1989-1993)
- Attack (1991-1995)
- High Score Magazine (1993-1997)
- PC Hemma (1994-2006)
- Internetguiden (1995-2001)
- Tekno (1995-1998)
- Amiga info (1996-1999)
- Svenska Amigamagazin (1996-1997)
- PC extra (1997-2000)
- PC plus (1997-2000)
- Interface (1991-1994)
- Allt om PC (2003–2011)
- Internetworld (1996–2013)
- Mikrodatorn (1978–2007)
- Nätverk & kommunikation (199X–2007)
- Säkerhet & Sekretess (XXXX–2006)